# Marathon de Rimouski
Le Marathon de Rimouski est un marathon québécois annuel créé en 2002 avec quatre longueurs de parcours. L'édition 2019 du Marathon a accueilli près de 3 300 participants. Les parcours étant certifiés par Athlétisme Canada, les temps réalisés pour le marathon et le semi-marathon peuvent alors servir de temps de qualification pour d'autres marathons de plus grandes envergures.

## Parcours
Les parcours du Marathon de Rimouski sont tous aller-retour et longent le fleuve Saint-Laurent. Le départ a lieu sur la promenade du Saint-Laurent au centre-ville au bas de la rue de la Cathédrale. Les marathoniens se déplacent vers l'Est jusqu'au village de Sainte-Luce où ils feront leur demi-tour. Tous les parcours sont plats et les demi-tours se font tous à mi-distance de chacune des épreuves.
On peut y voir en chemin, la ville de Rimouski, l'île Saint-Barnabé, le sous-marin Onondaga, le phare de Pointe-au-Père, le Site historique maritime de la Pointe-au-Père et la réputée plage de Sainte-Luce.

## Records
- Marathon (42,2 km)
  - Hommes : 2 h 16 min 45 s par Jean Marie Vianney Uwajeneza de Sainte-Brigitte (Rwanda) en 2018
  - Femmes : 2 h 38 min 16 s par Salome Nyirarukundo de Sainte-Brigitte (Rwanda) en 2018
- Demi-marathon (21,1 km)
  - Hommes : 1 h 10 min 15 s par Maxime Lapierre de Beauceville en 2018
  - Femmes : 1 h 17 min 14 s par Catherine Cormier de New Richmond en 2018
- 10 km
  - Hommes : 31 min 43 s par Grant Handrigan en 2015
  - Femmes : 36 min 33 s par Andrée-Anne Dumont de Pohénégamook en 2018
- 5 km
  - Hommes : Jorge Gutierrez en 16 minutes et 13 secondes en 2019
  - Femmes : Gabrielle Roberge en 19 minutes et 52 secondes en 2016
- 4,2 km
  - Hommes : 15 min 00 s par Martin Parent de Québec en 2010
  - Femmes : 16 min 30 s par Josianne Guay de Edmundston en 2011

## Gagnants

### Hommes
| Année | 42,2 km                      | 42,2 km         | 21,1 km                | 21,1 km         | 10 km                       | 10 km       | 4,2 km et 5 km             | 4,2 km et 5 km |
| ----- | ---------------------------- | --------------- | ---------------------- | --------------- | --------------------------- | ----------- | -------------------------- | -------------- |
| 2019  | David Mutai                  | 2 h 29 min 14 s | David Huot             | 1 h 21 min 20 s | Christopher Levesque-Savard | 36 min 11 s | Jorge Gutierrez (5 km)     | 16 min 13 s    |
| 2018  | Jean-Marie Vianney Uwajeneza | 2 h 16 min 45 s | Maxime Lapierre        | 1 h 10 min 15 s | Simon Boudreau              | 33 min 33 s | Emile Turcotte (5 km)      | 16 min 27 s    |
| 2017  | Johan Trimaille              | 2 h 31 min 58 s | Anthony Larouche       | 1 h 11 min 44 s | Patrice Hamelin             | 35 min 08 s | Alexandre Levesque (5 km)  | 16 min 46 s    |
| 2016  | Christian Mercier            | 2 h 27 min 45 s | Daniel Riou            | 1 h 18 min 05 s | Jean-François Lapierre      | 33 min 46 s | Dave Levesque (5 km)       | 16 min 31 s    |
| 2015  | Johan Trimaille              | 2 h 41 min 58 s | Samuel Poher           | 1 h 16 min 53 s | Grant Handrigan             | 31 min 43 s | Dave Levesque (5 km)       | 16 min 40 s    |
| 2014  | Daniel Blouin                | 2 h 31 min 11 s | Bastien Bourgeault     | 1 h 16 min 20 s | Dave Levesque               | 34 min 47 s | Mark Tokatlidis            | 15 min 19 s    |
| 2013  | Richard Tessier              | 2 h 42 min 53 s | Daniel Blouin          | 1 h 10 min 59 s | Anthony Audet               | 36 min 33 s | Jeff Otis                  | 15 min 48 s    |
| 2012  | David Jeker                  | 2 h 43 min 58 s | Daniel Blouin          | 1 h 13 min 38 s | Jeff Gosselin               | 33 min 23 s | Charles-Édouard Lavoie-Roy | 15 min 50 s    |
| 2011  | Daniel Riou                  | 2 h 44 min 50 s | Louis-Philippe Garnier | 1 h 15 min 28 s | Jeff Gosselin               | 34 min 08 s | Maxandre Perron-Deschenes  | 15 min 09 s    |
| 2010  | Team Roulier                 | 2 h 46 min 41 s | Louis-Philippe Garnier | 1 h 16 min 16 s | Jimmy Gobeil                | 35 min 39 s | Martin Parent              | 15 min 00 s    |
| 2009  | David Durocher               | 2 h 53 min 36 s | Emmanuel Joncas        | 1 h 15 min 56 s | Nicolas Proux-Bégin         | 37 min 00 s | Maxandre Perron-deschenes  | 15 min 43 s    |
| 2008  | Richard Tessier              | 2 h 38 min 04 s | François Marchand      | 1 h 15 min 34 s | Daniel Lepage               | 38 min 51 s | Olivier melançon           | 17 min 06 s    |
| 2007  | Richard Tessier              | 2 h 30 min 55 s | Jean-François Lindsay  | 1 h 19 min 15 s | Sébastien Jaraba-Heffner    | 33 min 43 s | Charles-Édouard Dionne     | 16 min 08 s    |
| 2006  | Richard Tessier              | 2 h 31 min 51 s | Kaven Despres          | 1 h 17 min 15 s | François Marchand           | 35 min 05 s | Guy Thibault               | 16 min 09 s    |
| 2005  | Louis-Philippe garnier       | 2 h 37 min 39 s | Kaven Despres          | 1 h 15 min 45 s | Martin Parent               | 35 min 03 s | Jean-Pascal Houde-Simard   | 15 min 29 s    |
| 2004  | Gerard Leclerc               | 2 h 42 min 38 s | Francis Fillion        | 1 h 18 min 45 s | Kaven Despres               | 36 min 14 s |                            |                |
| 2003  | Gerard Leclerc               | 2 h 58 min 59 s | Daniel Blouin          | 1 h 16 min 38 s |                             |             |                            |                |
| 2002  | Gerard Leclerc               | 2 h 41 min 04 s |                        |                 |                             |             |                            |                |

### Femmes
| Année | 42,2 km             | 42,2 km         | 21,1 km                    | 21,1 km         | 10 km              | 10 km       | 4,2 km et 5 km (si indiqué) | 4,2 km et 5 km (si indiqué) |
| ----- | ------------------- | --------------- | -------------------------- | --------------- | ------------------ | ----------- | --------------------------- | --------------------------- |
| 2019  | Salome Nyirarukundo | 3 h 14 min 14 s | Véronique Dumais           | 1 h 26 min 15 s | Jessy Lacourse     | 37 min 59 s | Véronique Samson (5 km)     | 20 min 07 s                 |
| 2018  | Salome Nyirarukundo | 2 h 38 min 16 s | Catherine Cormier          | 1 h 17 min 14 s | Andree-Anne Dumont | 36 min 33 s | Véronique Samson (5 km)     | 20 min 16 s                 |
| 2017  | Joanne Mormand      | 3 h 13 min 55 s | Jeanne Mercier             | 1 h 26 min 48 s | Sara-Bureau-Royer  | 40 min 53 s | Gabrielle Roberge (5 km)    | 19 min 54 s                 |
| 2016  | Andree Paquet       | 2 h 51 min 11 s | Elise Lechasseur           | 1 h 27 min 23 s | Andree-Anne Dumont | 37 min 13 s | Gabrielle Roberge (5 km)    | 19 min 52 s                 |
| 2015  | Marilene Gosselin   | 3 h 11 min 54 s | Catherine Cormier          | 1 h 17 min 25 s | Annie D'Anjou      | 39 min 09 s | Rapahelle Leblond (5 km)    | 21 min 30 s                 |
| 2014  | Julie Moreau        | 3 h 00 min 11 s | Patricia Pronovost         | 1 h 25 min 37 s | Véronique Dumais   | 40 min 37 s | Marie-Ève Landry            | 17 min 57 s                 |
| 2013  | Melanie Roberge     | 2 h 58 min 56 s | Francesca Bernatchez       | 1 h 23 min 04 s | Annie D'Anjou      | 39 min 29 s | Carole-Anne Michaud         | 18 min 11 s                 |
| 2012  | Maryse Nault        | 2 h 55 min 59 s | Valerie St-Martin          | 1 h 23 min 43 s | Melissa Chenard    | 37 min 37 s | Geneviève Dumais            | 17 min 03 s                 |
| 2011  | Melissa Chenard     | 2 h 56 min 57 s | Annie D'Anjout             | 1 h 23 min 59 s | Maude Boivin       | 40 min 13 s | Josianne Guay               | 16 min 30 s                 |
| 2010  | Suzanne Munger      | 3 h 10 min 08 s | Melissa Chenard            | 1 h 25 min 04 s | Andree-Anne Dumont | 38 min 43 s | Josianne Guay               | 17 min 47 s                 |
| 2009  | Julie Moreau        | 3 h 05 min 59 s | Annie D'Anjout             | 1 h 25 min 01 s | Louise Martineau   | 42 min 18 s | Véronique Bourget           | 18 min 28 s                 |
| 2008  | Audrey Longval      | 3 h 11 min 17 s | Annie D'Anjout             | 1 h 31 min 03 s | Julie Moreau       | 42 min 08 s | Daphnee Langlois            | 18 min 35 s                 |
| 2007  | Suzanne Munger      | 3 h 08 min 28 s | Annie D'Anjout             | 1 h 26 min 52 s | Hélene Goulet      | 42 min 24 s | Daphnee Langlois            | 17 min 40 s                 |
| 2006  | Valerie Nolet       | 3 h 08 min 16 s | Marie-Hélène Vandersmissen | 1 h 27 min 48 s | Nathalie Munger    | 45 min 05 s | Daphnee Langlois            | 18 min 07 s                 |
| 2005  | Suzanne Munger      | 3 h 27 min 39 s | Marie-Hélène Vandersmissen | 1 h 30 min 29 s | Josephte Valade    | 46 min 40 s | Marina Rioux-Castonguay     | 17 min 58 s                 |
| 2004  | Julie Synnott       | 3 h 25 min 23 s | Lyliane Rachedi            | 1 h 38 min 34 s | Louise Martineau   | 42 min 36 s |                             |                             |
| 2003  | Marie-Caroline Côté | 3 h 31 min 00 s | Égide Fontaine             | 1 h 31 min 37 s |                    |             |                             |                             |
| 2002  | Marie-Caroline Côté | 3 h 21 min 53 s |                            |                 |                    |             |                             |                             |